# Biofarm
Biofarm București este o companie farmaceutică din România înființată în anul 1921.
Biofarm este listată la Bursa de Valori București (BVB) de la finalul lunii noiembrie 2005, sub simbolul BIO.
Anterior, compania a fost listată pe Bursa Electronică Rasdaq din 19 noiembrie 1996 până în preajma intrării la tranzacționare la BVB.
Este unicul producător din România de capsule gelatinoase moi, unul dintre principalii producători de tablete și liderul pieței românești de siropuri și soluții, cu circa 15 % din piață în anul 2006 (incluzând importurile).
Societatea are în portofoliu peste 80 de mărci, unele cu tradiție în România, precum Bixtonim, Triferment, Colebil, Cavit și Anghirol..
Majoritatea veniturilor companiei sunt generate de produsele over-the-counter - OTC (care se eliberează fără prescripție medicală) și suplimente nutritive.
În ianuarie 2010, acționarii principali ai companiei erau: SIF5 Oltenia cu 17,42% din acțiuni, SIF Banat-Crișana - 15,19%, SIF Moldova - 11,46% și AVAS cu 1,04% din capital.
Rezultate financiare (milioane lei):
| Anul             | 2010 | 2009 | 2006 | 2005 |
| ---------------- | ---- | ---- | ---- | ---- |
| Cifra de afaceri | 82,2 | 67,1 | 57,8 | 50,4 |
| Profit net       | 14,5 | 19,6 | 12,7 | 11,7 |